# أماندا دونبار
أماندا دونبار (بالإنجليزية: Amanda Dunbar)‏ هي رسامة أمريكية، ولدت في 1982 في ثاندر باي في كندا.